# Tombaugh Regio

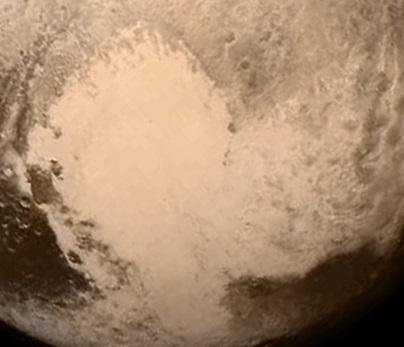
"Serce" na Plutonie, nazwane Tombaugh Regio na cześć odkrywcy Plutona, Clyde'a Tombaugha

Tombaugh Regio – nazwa dużej struktury na powierzchni planety karłowatej Pluton. Jest to obszar wyróżniający się jaśniejszym kolorem i znacznie mniejszą liczbą kraterów. Ma on kształt zbliżony do serca i średnicę ok. 1590 km.
"Serce na Plutonie" po raz pierwszy zostało zaobserwowane w lipcu 2015 roku dzięki zdjęciom przesłanym na Ziemię przez sondę New Horizons. Na wcześniejszych zdjęciach Plutona widoczna była jaśniejsza plama, lecz z uwagi na zbyt niską rozdzielczość nie można było ustalić jej kształtu.
W niektórych memach krążących w Internecie kształt Tombaugh Regio porównywany jest nie do serca, a do głowy disnejowskiego Psa Pluto.